# Нюпорт
Вижте пояснителната страница за други населени места с името Нюпорт.
Ню̀порт (на английски: Newport; на уелски: Casnewydd – Каснѐуид) е град в Уелс, 3-тият по население след Кардиф и Суонзи.
Представлява административна единица със статут на град (city).

## География
Намира се в Южен Уелс и граничи с Кардиф на запад, Карфили и Торвайн на север, Мънмътшър на изток. Разположен е на река Ъск. Население около 140 100 жители към 2006 г.

## Спорт
Представителният футболен клуб на града е АФК Нюпорт Каунти. Неговият отбор е редовен участник в английската Южна футболна конференция.